# Irene Schouten
Pour les articles homonymes, voir Schouten.
Irene Schouten, née le 21 juin 1992 à Zwaagdijk-Oost, est une patineuse de vitesse néerlandaise.

## Carrière
Elle remporte la médaille d'or de mass start aux Championnats du monde simple distance de patinage de vitesse de 2015, la médaille de bronze du 5 000 mètres aux Championnats du monde simple distance de patinage de vitesse de 2016 et la médaille de bronze de mass start aux Jeux olympiques d'hiver de 2018.
Elle remporte les titres olympiques sur le 3 000 m,  5 000 m et Mass Start lors des Jeux olympiques d'hiver de 2022.

## Palmarès

### Jeux olympiques d'hiver
| Épreuve / Édition   | 500 mètres | 1 000 mètres | 1 500 mètres | 3 000 mètres                   | 5 000 mètres                   | Mass start                          | Poursuite par équipes               |
| JO 2018 Pyeongchang | —          | —            | —            | —                              | —                              | Médaille de bronze, Jeux olympiques | —                                   |
| JO 2022 Pékin       | —          | —            | —            | Médaille d'or, Jeux olympiques | Médaille d'or, Jeux olympiques | Médaille d'or, Jeux olympiques      | Médaille de bronze, Jeux olympiques |

Légende :
- : première place, médaille d'or
- : deuxième place, médaille d'argent
- : troisième place, médaille de bronze
- : pas d'épreuve
- — : Non disputée par le patineur
- DSQ : disqualifiée